# Stacy Keach
Walter Stacy Keach, detto anche Stacy Keach (Savannah, 2 giugno 1941), è un attore statunitense.
È noto per l'interpretazione di ruoli drammatici, ma anche per essere la voce narrante di programmi divulgativi e documentaristici trasmessi da Discovery Channel e National Geographic Channel. È noto inoltre al pubblico televisivo per il ruolo di Henry Pope nella serie Prison Break.

## Biografia

### Primi anni
È figlio degli attori Stacy Keach Sr. e Mary Cain Peckham e fratello dell'attore James Keach.
Si diplomò nel 1959 nella Van Nuys High School e continuò gli studi nell'Università della California - Berkeley dove nel 1963 ottenne due lauree, una in Inglese e l'altra in Arte drammatica. Ottenne inoltre il suo Master of Fine Arts dalla Yale School of Drama e fu un Fulbright Scholar alla London Academy of Music and Dramatic Art.

### Teatro
Il suo primo successo arriva nel 1966 all'età di 25 anni con un'interpretazione a Broadway nell'opera MacBird!.
Ebbe anche altre esperienze teatrali sempre a Broadway: nel 1967 venne inserito nel cast di "The Niggerlovers" di George Tabori dove reciterà accanto a Morgan Freeman, e nel 1969 avrà la parte di Buffalo Bill in Indiani di Arthur Kopit.  Dopo pochi anni dall'inizio della sua carriera, venne accreditato come "Stacy Keach Jr." distinguendosi in questo modo da suo padre Stacy Keach Sr. Nel 2006 ha interpretato il ruolo del protagonista nella tragedia Re Lear di William Shakespeare al Goodman Theatre di Chicago.
Durante la sua carriera ha ottenuto per tre volte il ruolo di protagonista in tre versioni diverse dell'Amleto.
Nel 2008 e 2009 recita nel ruolo di Richard Nixon nella versione americana del dramma teatrale Frost/Nixon.

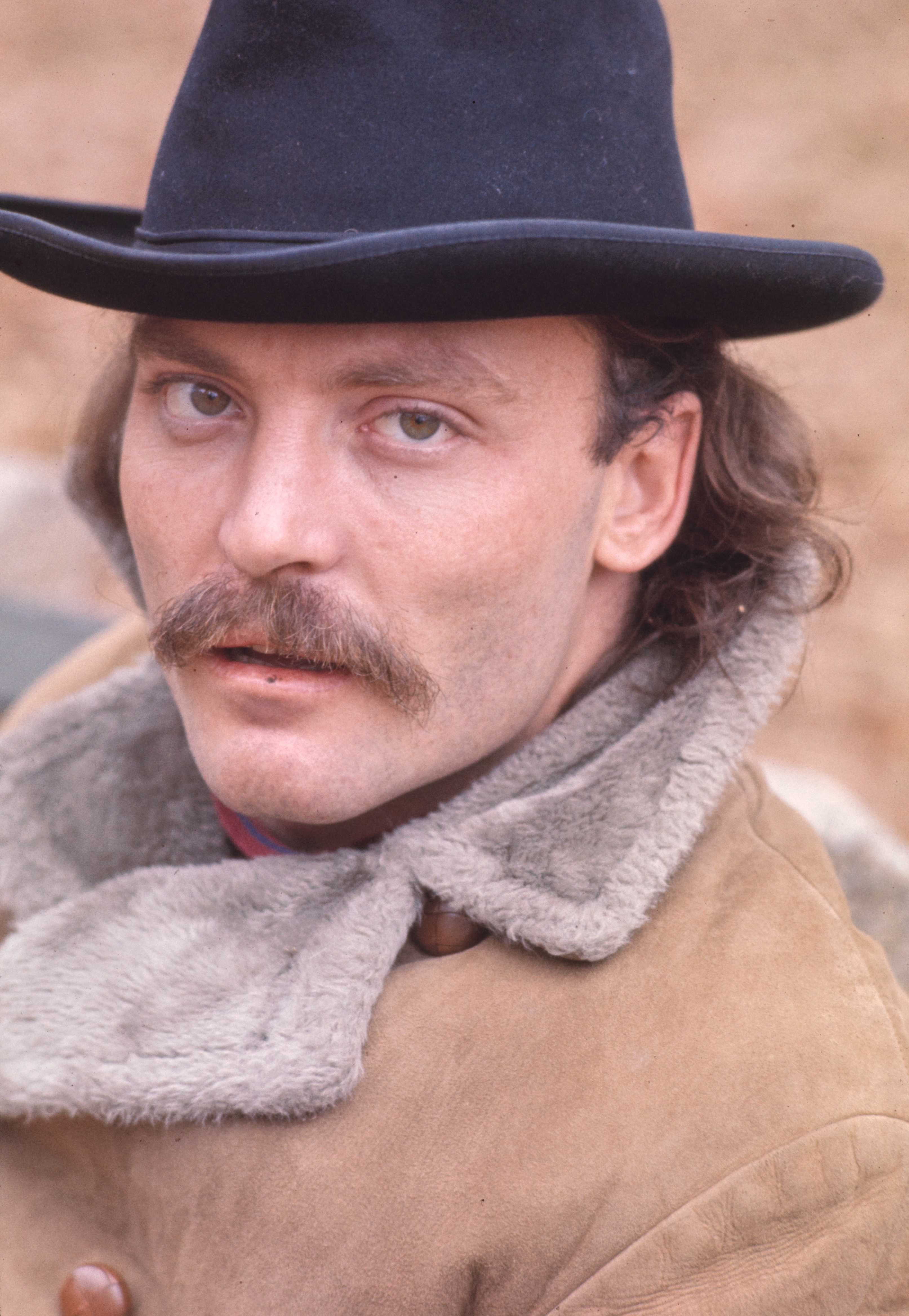
Stacy Keach nel 1969 a New York

### Cinema
Dopo il ruolo da protagonista nel western Doc (1971), recita accanto a George C. Scott nel film I nuovi centurioni (1972) di Richard Fleischer. Nello stesso anno ottiene il ruolo del protagonista in Città amara - Fat City, un film sul pugilato di John Huston. Nel 1973 è la prima scelta per il ruolo di padre Damien Karras nel film L'esorcista, ma verrà prima delle riprese sostituito da Jason Miller perché reputato più idoneo al ruolo dal regista. Successivamente gli viene affidato un ruolo importante nel film Salvate il Gray Lady (1978), dove interpreta il capitano Bennett. Sempre nello stesso anno interpreta il ruolo di un esploratore e scienziato nel film La montagna del dio cannibale (1978) di Sergio Martino in cui recita accanto a Ursula Andress e Claudio Cassinelli.

Una delle migliori interpretazioni di Keach è quella di Frank James (fratello maggiore di Jesse) nel film I cavalieri dalle lunghe ombre (1980). Keach eccelle in questo ruolo, ritraendo un personaggio che mostra maturità e prospettiva. Nello stesso anno partecipa al film La nona configurazione (1980) diretto da William Peter Blatty nel ruolo di "Killer Kane", un colonnello dell'esercito americano impazzito in Vietnam, che, nel tentativo inconscio di cancellare la sua personalità sanguinaria, si identifica nel fratello psichiatra, affezionandosi al paziente Billy Cutshaw, interpretato da Scott Wilson. Altri importanti interpretazioni sono quelle nei film I piacevoli sogni Di Cheech Chong (1981), Roadgames (1981), Fuga da Los Angeles (1996), American History X (1998) e Children of the Corn 666 - Il ritorno di Isaac (1999).

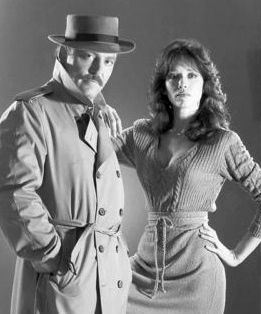
Stacy Keach e Tanya Roberts in una foto promozionale della serie Mike Hammer (1983)

### Televisione
Uno dei suoi ruoli di maggior rilievo in televisione è quello di Jonas Steele nella miniserie della CBS Il grigio e il blu (1982). Sempre per la CBS interpreta Mike Hammer nelle serie televisive Mike Hammer e The New Mike Hammer dal 1984 al 1987. Tornerà ad interpretare Hammer in Mike Hammer, Private Eye una serie prodotta nel biennio 1997/1998.
Per la televisione italiana Keach interpreta nel 1977 il ruolo di Barabba in Gesù di Nazareth di Franco Zeffirelli, e nel 1984 quello dell'artista Mistral ne La figlia di Mistral.
Nella serie televisiva Prison Break interpreta Henry Pope, il dirigente carcerario del Penitenziario di Fox River. Questo personaggio appare solamente nelle prime due serie, ma rappresenta una figura molto importante e carismatica.

### Narratore
Stacy Keach è conosciuto anche come il narratore degli episodi di Nova, una trasmissione del National Geographic, e di altri documentari. A partire dal 1999 è anche narratore del programma World's Most Amazing Videos. Lo si può sentire spesso anche in radio. Per la serie della PBS American Experience, ha narrato The Kennedys e altri programmi.

## Vita privata
Keach è nato con la labiopalatoschisi, comunemente nota come schisi labiale (volgarmente nota come labbro leporino), in seguito a cui ha subito numerose operazioni fin da bambino. Attualmente è il presidente onorario della Cleft Palate Foundation (Fondazione Palatoschisi) e si batte per la copertura assicurativa di tali operazioni.
Nel 1984 viene arrestato a Londra per possesso di cocaina, subendo una condanna di 9 mesi scontata nel carcere di Reading. Il direttore di questo penitenziario (con cui Keach ebbe a che fare) sarà preso come ispirazione per il personaggio di Henry Pope di Prison Break.
Si è sposato quattro volte: prima nel 1964 con Kathryn Baker; poi dal 1975 al 1979 con Marilyn Aiken e dal 1981 al 1986 con l'attrice Jill Donahue; dal 1986 è sposato con la designer Malgosia Tomassi da cui ha avuto due figli: Shannon e Karolina.
Nei primi anni settanta ha avuto una relazione con la cantante Judy Collins.
Nel marzo del 2009 è stato colpito da un lieve ictus, da cui si è ripreso pienamente in pochi mesi.

## Filmografia

### Attore

#### Cinema
- L'urlo del silenzio (The Heart Is a Lonely Hunter), regia di Robert Ellis Miller (1968)
- End of the Road, regia di Aram Avakian (1970)
- Doc, regia di Frank Perry (1971)
- Città amara - Fat City (Fat City), regia di John Huston (1972)
- I nuovi centurioni (The New Centurions), regia di Richard Fleischer (1972)
- L'uomo dai 7 capestri (The Life and Times of Judge Roy Bean), regia di John Huston (1972)
- Luther, regia di Guy Green (1974)
- Un colpevole senza volto (Conduct Unbecoming), regia di Michael Anderson (1975)
- Gli esecutori, regia di Maurizio Lucidi (1976)
- The Killer Inside Me, regia di Burt Kennedy (1976)
- Il racket dei sequestri (The Squeeze), regia di Michael Apted (1977)
- I duellanti (The Duellists), regia di Ridley Scott (1977)
- Il grande attacco, regia di Umberto Lenzi (1978)
- Salvate il Gray Lady (Gray Lady Down), regia di David Greene (1978)
- La montagna del dio cannibale, regia di Sergio Martino (1978)
- Up in Smoke, regia di Lou Adler e Tommy Chong (1978)
- La nona configurazione (The Ninth Configuration), regia di William Peter Blatty (1980)
- I cavalieri dalle lunghe ombre (The Long Riders), regia di Walter Hill (1980)
- I piacevoli sogni di Cheech e Chong (Nice Dreams), regia di Tommy Chong (1981)
- Roadgames, regia di Richard Franklin (1981)
- Butterfly - Il sapore del peccato (Butterfly), regia di Matt Cimber (1982)
- Correre per vincere (That Championship Season), regia di Jason Miller (1982)
- Classe 1999 (Class of 1999), regia di Mark L. Lester (1989)
- Identità sepolta (False Identity), regia di James Keach (1990)
- Sunset Grill, regia di Kevin Connor (1993)
- Soli contro il crimine (Raw Justice), regia di David A. Prior (1994)
- New Crime City, regia di Jonathan Winfrey (1994)
- Trust in Me, regia di Bill Corcoran (1994)
- Fuga da Los Angeles (Escape from L.A.), regia di John Carpenter (1996)
- Prey of the Jaguar, regia di David DeCoteau (1996)
- The Sea Wolf, regia di Gary T. McDonald (1997)
- American History X, regia di Tony Kaye (1998)
- Children of the Corn 666 - Il ritorno di Isaac (Children of the Corn 666), regia di Kari Skogland (1999)
- La paura corre in silenzio, regia di Serge Rodnunsky (2000)
- Minaccia nucleare (Icebreaker), regia di David Giancola (2000)
- Tempeste di ghiaccio (Frozen Impact), regia di Neil Kinsella (2003)
- When Eagles Strike, regia di Cirio H. Santiago (2003)
- The Hollow - La notte di Ognissanti (The Hollow), regia di Kyle Newman (2004)
- Man with the Screaming Brain, regia di Bruce Campbell (2005)
- Honeydripper, regia di John Sayles (2007)
- W., regia di Oliver Stone (2008)
- The Boxer, regia di Thomas Jahn (2009)
- The Assistants, regia di Steve Morris (2009)
- Imbued, regia di Rob Nilsson (2009)
- Il killer di Chicago, regia di Brian Caunter (2009)
- The Portal, regia di Serge Rodnunsky (2010)
- Machete, regia di Robert Rodriguez e Ethan Maniquis (2010)
- The Aristofrogs, di registi vari – cortometraggio (2010)
- Cellmates, regia di Jesse Baget (2011)
- Jerusalem Countdown, regia di Harold Cronk (2011)
- Weather Wars, regia di Todor Chapkanov (2011)
- The Bourne Legacy, regia di Tony Gilroy (2012)
- Nebraska, regia di Alexander Payne (2013)
- Resta anche domani (If I Stay), regia di R. J. Cutler (2014)
- Sin City - Una donna per cui uccidere (Sin City: A Dame to Kill For), regia di Robert Rodríguez e Frank Miller (2014)
- Truth - Il prezzo della verità (Truth), regia di James Vanderbilt (2015)
- Cell, regia di Tod Williams (2016)
- Gold - La grande truffa (Gold), regia di Stephen Gaghan (2016)
- La festa delle fidanzate (Girlfriend's Day), regia di Michael Stephenson (2017)
- Gotti - Il primo padrino (Gotti), regia di Kevin Connolly (2018)
- Jay Kelly, regia di Noah Baumbach (2025)

#### Televisione
- Bonanza – serie TV, episodio 12x03 (1970)
- Gesù di Nazareth, regia di Franco Zeffirelli – miniserie TV (1977)
- Project UFO – serie TV, episodio 1x07 (1978)
- Bagliori di guerra (A Rumor of War), regia di Richard T. Heffron – film TV (1980)
- Flamingo Road – serial TV, puntate 1x09-2x01-2x02 (1981)
- Il grigio e il blu (The Blue and the Gray), regia di Andrew V. McLaglen – miniserie TV (1982)
- Murder Me, Murder You, regia di Gary Nelson – film TV (1983) – Mike Hammer
- La principessa Daisy (Princess Daisy), regia di Waris Hussein – miniserie TV (1983)
- More Than Murder, regia di Gary Nelson – film TV (1984) - Mike Hammer
- La figlia di Mistral (Mistral's Daughter), regia di Douglas Hickox e Kevin Connor – miniserie TV (1984)
- Mike Hammer investigatore privato (Mickey Spillane's Mike Hammer) – serie TV, 46 episodi (1984-1987)
- Hardcastle & McCormick (Hardcastle and McCormick) – serie TV, episodio 3x14 (1986)
- The Return of Mickey Spillane's Mike Hammer, regia di Ray Danton – film TV (1986) – Mike Hammer
- Hemingway, regia di Bernhard Sinkel – miniserie TV (1986) – Ernest Hemingway
- Mike Hammer: Murder Takes All, regia di John Nicolella – film TV (1989) – Mike Hammer
- I misteri della giungla nera, regia di Kevin Connor – miniserie TV (1991)
- Cibo per squali (Mission of the Shark: The Saga of the U.S.S. Indianapolis), regia di Robert Iscove – film TV (1991)
- Hair, episodio di Body Bags - Corpi estranei (Body Bags), regia di Larry Sulkis e John Carpenter – film TV (1993)
- L'ispettore Tibbs (In the Heat of the Night) – serie TV, episodi 7x02-7x03 (1993)
- Lo spirito del grande lago (The Pathfinder), regia di Donald Shebib – film TV (1996)
- Legend of the Lost Tomb, regia di Jonathan Winfrey – film TV (1997)
- Murder in My Mind, regia di Robert Iscove – film TV (1997)
- Die Gang – serie TV, 13 episodi (1997)
- Mike Hammer, Private Eye – serie TV, 26 episodi (1997-1998) – Mike Hammer
- Young Ivanhoed, regia di Ralph L. Thomas – film TV (1999)
- Titus – serie TV, 54 episodi (2000-2002)
- Oltre i limiti (The Outer Limits) – serie TV, episodio 6x02 (2000)
- Mike Hammer: Song Bird, regia di Jonathan Winfrey – film TV (2003)
- Will & Grace – serie TV, episodio 7x22 (2005)
- George Lopez – serie TV, episodio 4x23 (2005)
- Prison Break – serie TV, 23 episodi (2005-2007) – Henry Pope
- Desolation Canyon, regia di David S. Cass Sr. – film TV (2006)
- Fatal Contact - Il contagio viene dal cielo (Fatal Contact: Bird Flu in America), regia di Richard Pearce – film TV (2006)
- Blackbeard, regia di Kevin Connor – miniserie TV (2006)
- Death Row, regia di Kevin VanHook – film TV (2006)
- E.R. - Medici in prima linea (ER) – serie TV, episodi 13x17-13x19-13x20 (2007)
- Lone Rider, regia di David S. Cass Sr. – film TV (2008)
- Ring of Death, regia di Bradford May – film TV (2008)
- La tata dei desideri (The Nanny Express), regia di Bradford May – film TV (2008)
- Meteor - Distruzione finale (Meteor), regia di Ernie Barbarash – miniserie TV (2009)
- Due uomini e mezzo (Two and a Half Men) – serie TV, 4 episodi (2010)
- Hindenburg - L'ultimo volo (Hindenburg), regia di Philipp Kadelbach – film TV (2011)
- Fuori dal ring (Lights Out) – serie TV, 12 episodi (2011)
- Bored to Death - Investigatore per noia (Bored to Death) – serie TV, episodi 3x07-3x08 (2011)
- Vicini del terzo tipo (The Neighbors) – serie TV, episodi 1x08-1x18-2x09 (2012-2013)
- 1600 Penn – serie TV, episodi 1x03-1x13 (2013)
- Anger Management – serie TV, episodio 2x06 (2013)
- Sean Saves the World – serie TV, episodi 1x04-1x11-1x14 (2013-2014)
- Law & Order - Unità vittime speciali (Law & Order: Special Victims Unit) – serie TV, episodio 16x02 (2014)
- Full Circle – serie TV, 8 episodi (2015)
- NCIS: New Orleans – serie TV, episodio 1x15 (2015)
- Crowded – serie TV, 13 episodi (2016)

### Doppiatore
- I duellanti (The Duellists), regia di Ridley Scott (1977) – narratore
- Batman: La maschera del Fantasma (Batman: Mask of the Phantasm), regia di Eric Radomski e Bruce Timm  (1993)
- Batman of the Future (Batman Beyond) – serie animata, episodio 2x04 (1999)
- I Simpson (The Simpsons) – serie animata, 6 episodi (2001-2016)
- Le avventure di Sammy (Sammy's avonturen: De geheime doorgang), regia di Ben Stassen (2010)
- Planes, regia di Klay Hall (2013)
- Planes 2 - Missione antincendio (Planes 2: Fire & Rescue), regia di Roberts Gannaway (2014)
- Il processo di Tokyo (Tokyo Trial), regia di Rob W. King e Pieter Verhoeff – miniserie TV (2016) – narratore

## Doppiatori italiani
Nelle versioni in italiano delle opere in cui ha recitato, Stacy Keach è stato doppiato da:
- Saverio Moriones ne I misteri della giungla nera, Body Bags - Corpi estranei, Il tocco di un angelo (ep. 2x03), Temporale perfetto, I cani dei miracoli, Due uomini e mezzo, Prison Break, Crowded
- Luciano De Ambrosis in L'urlo del silenzio, Un colpevole senza volto, Il grande attacco, La montagna del dio cannibale, E.R. - Medici in prima linea, American History X, Weather Wars
- Bruno Alessandro in Law & Order - Unità vittime speciali, Bored to Death - Investigatore per noia, Hindenburg - L'ultimo volo, 1600 Penn, Brooklyn Nine-Nine
- Michele Gammino in Fuori dal ring, The Blacklist, Resta anche domani, Gotti - Il primo padrino
- Pietro Biondi in Fuga da Los Angeles, 30 Rock, Vicini del terzo tipo
- Carlo Valli in NCIS: New Orleans, Blue Bloods (st. 9-14), La festa delle fidanzate
- Pino Colizzi in Gli esecutori, La figlia di Mistral
- Franco Zucca in Classe 1999, W.
- Ugo Maria Morosi in Nebraska, Truth - Il prezzo della verità
- Mario Scarabelli in La scelta di Joey, Kidding - Il fantastico mondo di Mr. Pickles
- Paolo Marchese in Sin City - Una donna per cui uccidere, Gold - La grande truffa
- Oreste Rizzini ne Il grigio e il blu, Desolation Canyon
- Adalberto Maria Merli in Doc
- Marcello Tusco in Città amara - Fat City
- Luciano Melani ne I nuovi centurioni
- Romano Malaspina in L'uomo dai 7 capestri
- Gianni Marzocchi in Gesù di Nazareth
- Pino Locchi in Salvate il Gray Lady
- Vittorio Di Prima ne I cavalieri dalle lunghe ombre
- Massimiliano Lotti in Roadgames
- Carlo Sabatini in Mike Hammer investigatore privato
- Mimmo Maugeri in Forza irresistibile
- Luciano Roffi ne Il tocco di un angelo (ep. 9x11)
- Carlo Reali in Will & Grace
- Paolo Buglioni in Children of the Corn 666 - Il ritorno di Isaac
- Francesco Vairano in Minaccia nucleare
- Renato Mori in Fatal Contact - Il contagio dal cielo
- Cesare Rasini in Chicago Overcoat
- Michele Kalamera in Blue Bloods (ep. 7x09)
- Diego Reggente in Blue Bloods (ep. 7x21, 8x06)
- Renzo Stacchi in The Bourne Legacy
- Nino Prester in Ray Donovan
- Gino La Monica in Cell
- Gianni Giuliano in Papà a tempo pieno
- Natale Ciravolo in Classe 1999 (ridoppiaggio)

Da doppiatore è sostituito da:
- Renzo Stacchi in Planes e Planes 2 - Missione antincendio
- Romolo Valli in I duellanti
- Stefano De Sando ne I Simpson (ep. 26x17)
- Emilio Cappuccio in Batman - La maschera del Fantasma
- Franco Zucca in Mowgli, il libro della giungla